# Gigha
Gigha (Schots-Gaelisch: Giogha of Eilean Ghiogha), uitgesproken als /ˈkiə/ of /ˈeːljən ˈʝiə/, is een eiland in het Schotse district Argyll and Bute, ten westen van het schiereiland Kintyre. Het heeft een oppervlakte van 1395 hectare en telt begin 21ste eeuw ongeveer 110 inwoners. Gigha is het zuidelijkste eiland van de Binnen-Hebriden en is sedert 2002 officieel eigendom van de bewoners, nadat de laatste privé-eigenaar het eiland aan de inwoners verkocht. Sedertdien wordt de infrastructuur van het eiland door de Isle of Gigha Heritage Trust beheerd. De hoofdnederzetting is Ardminish aan de oostkust.

## Geografie

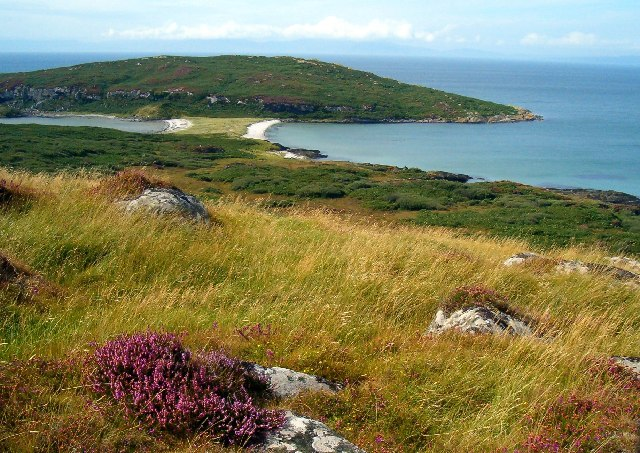
Eilean Garbh met de tweelingstranden

Gigha ligt ten westen van Kintyre en ten oosten van Islay. Ten noordwesten ligt Jura. Tegenover Ardminish op Kintyre ligt het haventje Tayinloan, van waaruit de rederij Caledonian MacBrayne sedert 1992 een veerverbinding voorziet; de overtocht met de ferry Lochranza duurt twintig minuten. De dichtstbijzijnde grotere stad is Campbeltown op Kintyre; er zijn verbindingen met het openbaar vervoer vanuit Glasgow, hetgeen ongeveer drie en een half uur in beslag neemt, aangezien alle verkeer om Loch Fyne heen moet rijden. Op Gigha zelf is geen openbaar vervoer.
Ten zuiden van Gigha ligt het kleine eiland Cara en ten zuidoosten het nog kleinere Gigalum; deze hebben beide één huis. Ten westen van Gigha ligt het onbewoonde Craro. Voorts liggen nog verschillende kleine rotsjes om het eiland heen, waarvan sommige slechts bij laagwater boven de zee uitsteken. Het noordwesten van Gigha bestaat uit het schiereiland Eilean Garbh, hetgeen ruw eiland betekent. De landtong die Eilean Garbh met Gigha verbindt, heeft aan weerszijden een strand; deze worden ter plekke de tweelingstranden genoemd.
Het hoogste punt van Gigha is de Creag Bhàn, de witte rots, die 100 meter boven zeeniveau reikt. De Meall a’ Ghlamaidh meet 79 meter, de Cnoc Cul a’ Bhàrr 69 meter en de Cnoc Largie 67 meter. Het klimaat van Gigha wordt getemperd door de Noord-Atlantische Drift; koudere temperaturen dan -10 °C zijn een zeldzaamheid.
Behalve Ardminish bestaan de nederzettingen op Gigha in wezen uit boerderijen. Aan de zuidoostkust bevindt zich een aanlegsteiger voor jachten, alwaar tevens de veerboot in geval van noodweer kan schuilen. Zakenman Malcolm Potier legde in het zuiden een landingsbaan voor vliegtuigjes aan, die evenwel niet door commerciële vervoersmaatschappijen wordt bediend. Langs de noordelijke weg naar de boerderij Tarbert ligt een golfbaan. Er zijn twee meren op Gigha.

## Geschiedenis

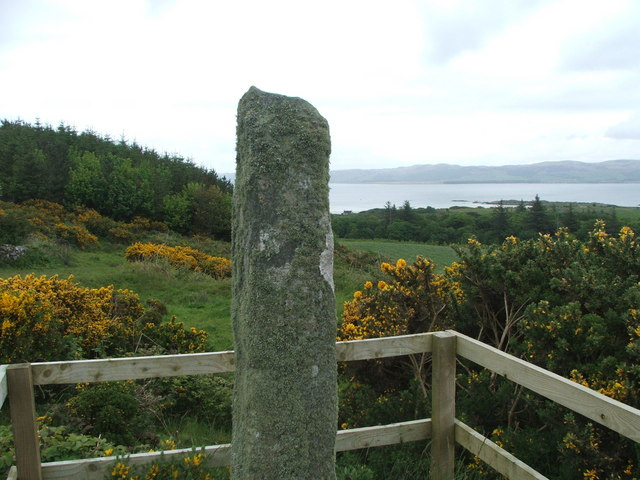
Ogham-steen op Cnoc a’ Charraigh

Op Gigha zijn 5000 jaar oude sporen van bewoning aangetroffen, waaronder een grafkamer uit de bronstijd. Tussen de 2de en de 6de eeuw woonden hier Picten, van wier aanwezigheid nog enkele ogham-stenen getuigen. De bekendste van deze stenen bevindt zich op de Cnoc a’ Charraigh; de inscriptie van dit grafmonument is nog gedeeltelijk leesbaar. Indien de inscriptie Pictisch is, staat er waarschijnlijk „Viddosama Qoicogini” (‘Viddosama, zoon van Qoicogino’). Alleszins valt niet uit te sluiten dat de tekst Goidelisch is en in feite „Vicula Maq Comgini” (‘Fiacal, zoon van Coemgen’) luidt.

### Vikingen
De Picten werden in de vroege middeleeuwen door de Schotten van Dalriada verdrongen, maar zij kregen op hun beurt vanaf de 9de eeuw met invallen van de Noormannen te maken. In de Noorse saga’s uit de 13de eeuw wordt het eiland Guðey genoemd, hetgeen ‘eiland van God’ zou kunnen betekenen. Echter, indien de naam Gigha daarvan is afgeleid, zou de Gaelische vorm veeleer Gudha of Gudhaidh moeten luiden. Mogelijk betekent Gigha gewoon ‘goed eiland’. In de Gaelische taal dateert de vroegste vermelding, voor zover bekend, uit een collectie gedichten van de decaan van Lismore uit de periode 1512-1526.
De geschiedenis van het eiland tussen de val van het Koninkrijk van Man en de Eilanden en de 18de eeuw, dat wil zeggen gedurende het grootste gedeelte van de moderne tijd, is slecht gedocumenteerd. Anno 1263 kwam Koning Haakon IV van Noorwegen naar Gigha, in een poging de Hebriden te heroveren op Alexander III van Schotland. Deze campagne kende geen succes, en vanaf de 13de eeuw werd Gigha geleidelijk aan in het Schotse clansysteem opgenomen, waarbij onder anderen de MacDonalds en de MacNeills de titel laird van Gigha verkregen. In de late 17de eeuw vormde het eiland, onder impuls van de earl van Kintyre, een schuiloord voor vluchtelingen tijdens de zogenaamde Killing Time, de vervolging van tegenstanders van het herstel van de bisdommen ten tijde van de Restauratie. In de 18de eeuw vormde Gigha voor Jacobieten een oversteekplaats tussen Schotland en Ierland.
Na de industriële revolutie telde Gigha ruim 600 inwoners. Volgens een verslag van dominee William Fraser uit 1791 waren op het eiland kleermakers, smeden, wevers, schoenmakers, molenaars, diverse handelaren en telers van vlas en zeewier actief. Van deze nijverheden blijft in de 21ste eeuw niets meer over.
De zetel van de lairds van Gigha was traditioneel Achamore House, gebouwd door heer John MacNeill in de late 18de eeuw en aanvankelijk Mansion House genoemd. In 1884 werd het landhuis door de familie Scarlett aanzienlijk uitgebreid, maar in 1893 brandde het gedeeltelijk af, waarop besloten werd de zolderverdieping niet te herbouwen. Omstreeks 1900 werkten er zestien personeelsleden.
Net vóór Kerstmis 1991 zonk het Russische schip Kartlii ten westen van Gigha, waarbij vier bemanningsleden omkwamen. Het wrak van dit schip ligt nog steeds voor de kust.

### Privé-eigenaren

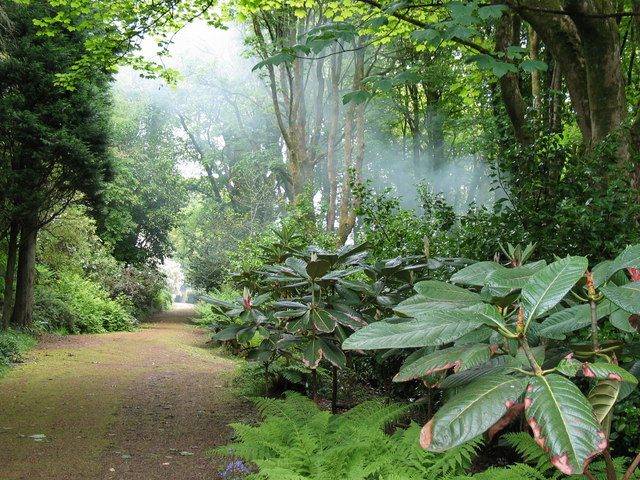
Tuinen van Achamore

Sir James Horlick, uitvinder van het naar hem vernoemde moutdrankje, kocht het eiland in 1944 en zou tot zijn dood in 1972 in Achamore House blijven wonen. Hij had een sterke interesse in exotische planten, en in de eerste vijfentwintig jaar van zijn eigenaarschap bouwde hij de tuinen omheen het huis steeds verder uit. Doordat Achamore Gardens (na Gàraidhean Achaidh Mhòir) door bomen en een heuvelflank zijn ingesloten, heerst hier een microklimaat. James Horlick wordt tot op heden herinnerd als de populairste laird die Gigha ooit gehad heeft, onder meer omdat hij op eigen kosten de boerderijen op het eiland liet renoveren.
Na Horlicks dood werd David Landale de nieuwe laird; hij zette Achamore House open als luxeverblijf voor welstellende toeristen. In 1989 werd Malcolm Potier de nieuwe eigenaar, die grootschalige plannen had om op Gigha een conferentiecentrum voor zakenlieden te bouwen en tevens het vliegveld aanlegde. Toen zijn investeringen in het water vielen, werd het eiland in 1992 geconfisqueerd door de Zwitserse bank Interallianz; in deze periode dreigden vele eilandbewoners uit hun huis gezet te worden. Uiteindelijk vluchtte Potier naar Australië, waar hij wegens schuldontduiking gearresteerd werd en in 2006 nogmaals tot twaalf jaar veroordeeld omdat hij een complot had gesmeed om zijn vriendin te vermoorden.
De laatste laird was Derek Holt, stichter van een keten van amusementsparken. In 2001 besloot hij Gigha voor £ 4,2 miljoen te verkopen, waarop de inwoners een algemene vergadering bijeenriepen omtrent het voorstel, zelf geld in te zamelen om het eiland aan te kopen. 52 stemden vóór, 28 tegen en 5 onthielden zich. Dit project werd ondersteund door donaties van onder andere de loterij en een lening van 1 miljoen pond van het Scottish Land Fund, die na twee jaar terugbetaald moest worden. Middels talloze fondsenwervingsactiviteiten, waaronder de verkoop van Achamore House, slaagde de bevolking er uiteindelijk in, op 15 maart 2004 het miljoen terug te betalen, een gebeurtenis die jaarlijks met een groot feest herdacht wordt als Latha Paghaidh an Deich Ceud Mile: ‘de dag van de betaling van één miljoen’.

### Gaelische taal
Het aantal vloeiende sprekers van het Gaelisch op Gigha is in de tweede helft van de twintigste eeuw drastisch geslonken. Onder andere Bòrd na Gàidhlig onderneemt pogingen om de taal te stimuleren. De meeste wegwijzers en informatieborden op het eiland zijn tweetalig. Het Gaelisch van Gigha heeft minder scherpe medeklinkers dan dat van de noordelijke Hebriden, maar in lexicaal opzicht lijkt het meer op zuidelijk Gaelisch: zo was bijvoorbeeld het noordelijke woord ‘cairteal’ (kwartier) onbekend; op Gigha zei men ‘cathair’.

## Economie

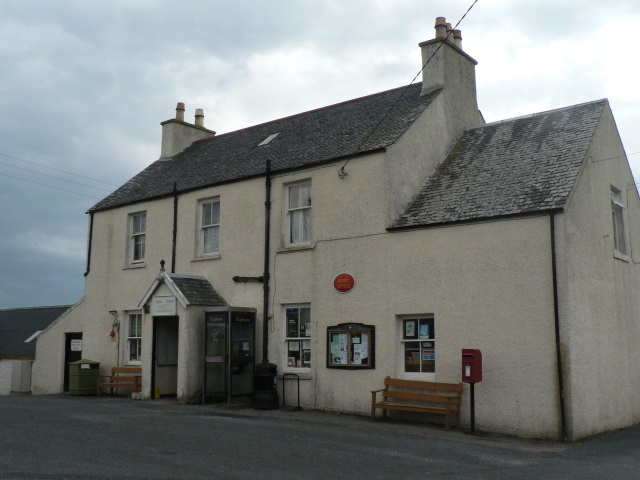
Winkel en postkantoor in Ardminish

De Isle of Gigha Heritage Trust bestaat uit een voorzitter en vrijwillige leden die elk jaar verkozen worden en een symbolisch bedrag van één pond voor het lidmaatschap betalen. Sinds de publieke overname werd op grote schaal geïnvesteerd in de renovatie van de huizen op het eiland, waarvan meer dan drie kwart in uiterst slechte staat verkeerde. Een vastgoedontwikkelaar bouwde meerdere nieuwe woonsten ten zuiden van Ardminish. Voor de energievoorziening werden drie tweedehandse windturbines aangekocht, later met nog één extra aangevuld; het eiland produceert thans voldoende energie voor alle huizen en exporteert het surplus naar het vasteland.
Het Gigha Hotel bestaat reeds sedert de 18de eeuw en is een belangrijke bron van werkgelegenheid. In Ardminish bevindt zich de enige winkel van Gigha, die tevens het postkantoor huisvest. De lokale school werd in 1897 opgericht. Zoals op de meeste Hebriden bestond tot in de jaren 90 geen veerverbinding op zondag en waren het hotel en de winkel ’s zondags gesloten. Beneden aan de pier van Ardminish staat een restaurant (The Boathouse) dat in de Michelingids vermeld wordt, maar slechts in de zomermaanden geopend is.
De eilandeconomie hangt grotendeels van visvangst en veeteelt af. In de wateren om Gigha komen zeekreeften, krabben, heilbot en zalm voor. Gigha heeft geen wildpopulatie, maar wel wilde konijnen, die tot in de jaren 60 geregeld gevangen en gegeten werden. Tot eind 20ste eeuw had Gigha tevens een kazerij.

## Bezienswaardigheden

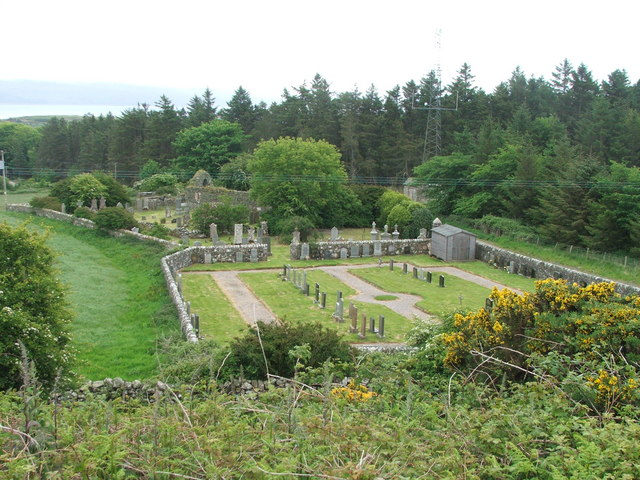
Ruïne van Kilchattan en het moderne kerkhof

- Het kerkje van Kilchattan is een ruïne uit de 13de eeuw. Dit bouwwerk is gewijd aan Sint Catan, een Ierse missionaris uit de 6de eeuw, en zou zich volgens de legende op de plaats bevinden waar hij destijds gewoond heeft. Het rechthoekige kerkje heeft geen dak meer; in de hoogste nog rechtopstaande muur bevindt zich een langwerpig raam dat noordoostwaarts over de zeestraat tussen Gigha en Kintyre uitkijkt. De vloer is bedekt met 33 grafstenen. De overlevering wil dat het de clan MacDonald was die de kerk liet bouwen; deze familie maakt tot heden aanspraak op het terrein.[2] Ten westen van Kilchattan ligt het hedendaagse kerkhof van Gigha alsook de heuvel met de ogham-steen van Vicula. In de 18de eeuw werd de kerk van Kilchattan verlaten.
- Het moderne kerkje van Gigha bevindt zich tegenover de dorpswinkel. Hierin staat de originele doopvont van Kilchattan, en bij doopsels worden oude munten uit 1795 als geluksbrengers meegegeven. De gebrandschilderde ramen zijn aan vroegere dominees en prominente personen op Gigha gewijd, onder wie Sir James Horlick.
- De tuinen van Achamore, omheen Achamore House, bevatten verscheidene zeldzame bomen en planten. Horlick was een liefhebber van rododendrons en kweekte zijn eigen cultivars, waarvan er 26 in de tuinen aanwezig zijn, benevens onder andere pohutukawa, wollemia, Aziatische larix en een doolhof van bamboe.[6] In de tuinen staan voorts nog een zomerhuisje met barometer, een meer met een standbeeld van een hond en een haha. In serres worden planten gekweekt die meer warmte nodig hebben. Er is tevens een cirkelvormige tuin die naar Malcolm Allan is vernoemd, die 52 jaar lang hoofdhovenier was. Daarnaast staan de grafstenen van Jack, Rufie en Fang, de lievelingshonden van James Horlick en de familie Holt. Aan het westelijke uiteinde van Achamore Gardens, boven op een heuvel, bevindt zich een uitkijkpunt over de zuidwestkust van Gigha en het eiland Craro.
- Aan de weg naar het noorden van Gigha staat nog een andere ogham-steen, waarvan de inscriptie echter niet meer leesbaar is. Hij wordt Carragh an Tairbeirt genoemd, daar hij op het terrein van de Tarbert-boerderij staat. De alleroudste steen staat in het noorden van het eiland, maar is in tweeën gebroken.
- In het zuidwesten nabij het windmolenpark staan twee stenen op een heuvel, die de vorm van een oude man en vrouw hebben; ze worden dan ook Bodach en Cailleach genoemd. Tot in de twintigste eeuw werden deze stenen door bijgelovige eilandbewoners met respect behandeld; aan de zee ten westen hiervan bevond zich een platte steen met inkepingen waarin, niettegenstaande de christelijke traditie, offers aan de zeegoden werden gebracht.[2] In het uiterste zuiden van het eiland ligt een grot waar het zeewater bijwijlen een soort fontein creëert; deze wordt de spuitende grot genoemd.
- Er staat een oude molen aan een van de beide meertjes, centraal aan de westkust. Hier is een inham die Port an Dùin heet, naar een steencirkel (dùn) op de flank van de Creag Bhàn. In de inham ligt een klein rotseilandje.
- Naast het hotel staat een kunstgalerij. Een prominente kunstenares van Gigha was Vie Tulloch, die sculpturen uit gevonden of aangespoelde houtblokken maakte.